# 勒蓬皮杜
勒蓬皮杜（法語：Le Pompidou，法語發音：[lə pɔ̃pidu]）是法国洛泽尔省的一个市镇，属于弗洛拉克区。

## 地理
勒蓬皮杜（44°11'43"N, 3°39'16"E）面积22.8 平方千米，位于法国奧克西塔尼大區洛泽尔省，该省份为法国南部内陆省份，北起上盧瓦爾省和康塔爾省，西接阿韦龙省，南至加尔省，东临阿尔代什省。
与勒蓬皮杜接壤的市镇（或旧市镇、城区）包括：巴尔德塞文、莫勒宗、加布里亚克、圣安德烈-德瓦尔博涅、巴叙雷尔、韦布龙。

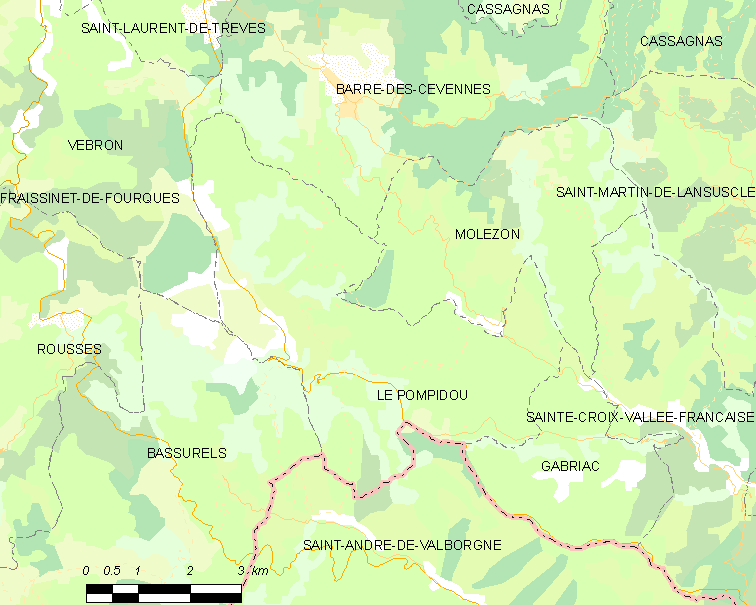
勒蓬皮杜的OSM定位图

勒蓬皮杜的时区为UTC+01:00、UTC+02:00（夏令时）。

## 行政
勒蓬皮杜的邮政编码为48110，INSEE市镇编码为48115。

## 政治
勒蓬皮杜所属的省级选区为勒科莱德代兹县。

## 人口

1962-2008年间勒蓬皮杜人口变化图示

勒蓬皮杜于2022年1月1日时的人口数量为182人。